# إفريقيا على نهر السين
إفريقيا على نهر السين (بالفرنسية: Afrique-sur-Seine)‏ هو فيلم فرنسي من إنتاج جاك ميلو كين ومامادو سار وبولين سومانو فييرا في عام 1955.
يُعدُّ واحدا من أولى الأفلام القصيرة التي أنتجها الأفارقة، صُوّر في باريس عام 1955. يعتبر أول فيلم أفريقي من جنوب الصحراء،   وقد أُطلق عليه اسم بداية السينما الأفريقية.

## القصة
يروي الفيلم حياة الطلاب الأفارقة في باريس، ولقاءاتهم والحنين الذي شعروا به بعيدًا عن وطنهم الأم. 

## روابط خارجية
- أفريقيا على نهر السين على موقع IMDb (الإنجليزية)
- أفريقيا على نهر السين على موقع قاعدة بيانات الفيلم (الإنجليزية)
- أفريقيا على نهر السين على موقع ليتربوكسد (الإنجليزية)
- أفريقيا على نهر السين على موقع كينوبويسك (الروسية)